# Пода (заповедник)
Пода (Под, Подот) — болотистая местность стока озера Мандра по направлению к Чёрному морю в землях Бургаса.

## Расположение
Местность Пода расположена южнее центра Бургаса вдоль международного дороги E 87, рядом с районом Крайморие.

## История
Название местности происходит от названия деревянного плота (под), буксированного верёвкой, по которому плавали через пруд озера Мандра до начала 20 века. Он ходил в небольшой, но глубокой протке (в некоторых местах до 10 метров), соединявшей порт Порос и Мандренское болото (теперь Узунгерен).
Первый железный мост через устье озера Мандре был построен в 1904-1905 годах. Его установкой руководил немецкий предприниматель Эдуард Наудашер, а кессоны в его основании — первая железобетонная конструкция в Болгарии.

## Защищенная местность
В 1989 году по приказу Министерства охраны окружающей среды и водных ресурсов часть участка была объявлена защищенной и предоставлена в управление Болгарского общества защиты птиц (БОЗП). Это первая защищенная территория в Болгарии, предоставленная под функционирование неправительственной организации. БОЗП готовит и реализует мероприятия, предусмотренные планом управления, принятыми Советом Министров, превращая заповедную территорию «Пода» в модель для устойчивого сохранения природы, экологического образования, информирования посетителей и для экологического туризма. Эти мероприятия осуществляются БОЗП с 1997 года.
В 2002 году защищенная местность-лиман была объявлена водно–болотным угодьям международного значения (Рамсарский объект). Она также входит в Европейскую экологическую сеть «Натура 2000» в пределах природного комплекса «Мандра-Пода». Центр охраны природы "Пода" - один из 100 национальных туристических объектов.
Площадь Заповедного участка «Пода» составляет 100.7–107 гектара. Она включает 273 вида птиц и занимает как одно из самых богатых по орнитологическим критериям в Европе. Местность сохраняет огромное количество биоразнообразия:
- 161 таксон талломных растений,
- 231 вид высших растений,
- 168 видов беспозвоночных,
- 6 видов рыб,
- 16 видов земноводных и пресмыкающихся,
- 273 вида птиц,
- 18 видов млекопитающих.

Это единственная на болгарском побережье Черного моря смешанная колония цаплей, белых колпиц, каравайек, квакв, рыжих цаплей, серых цаплей, жёлтых цаплей и чепур. В охранной зоне существует три основных типа среды обитания: пресноводные ареалы, солёные и солоноватые водоёмы, а в засушливые годы в зоне охраны – небольшие, надсолённые водоёмы. В охраняемой зоне размножаются 46 видов, среди них есть речные крачки, маленькие белые и серые цапли, большие бакланы, белые колпицы и блестящие ибисы, разные виды чернети и уток, луни болотные и многие другие. В зимние месяцы местность привлекает своими условиями поганковых, серых уток, чернь хохлатую. В конце лета можно наблюдать речных крачек, ходулочников, чаек, куликов–сорок и других.
Зимой, в заливе Форос в заповедном месте Пода, можно увидеть исчезающего кудрявого пеликана и савку, а также бакланов, морского орла и другие виды исчезающих видов птиц. Заповедник является убежищем для больших белых цапель и десятков тысяч уток.
Над охраняемым ландшафтом Пода проходит второй по величине миграционный путь птиц Виа Понтика. Это позволяет мигрировать 75% популяции европейского белого аиста (более 250 000) в год, 100% популяции розового пеликана (более 40 000) и более 100 000 особей свыше 32 видов хищных, и значительному количеству водоплавающих птиц.
Кроме птиц в районе также есть другие редкие представители болгарской природы. Здесь находится один из крупнейших ареалов палласов полоза - крупнейшей змеи в стране, этрусской землеройки - наименьшего в мире млекопитающего, экзотической нутрии и выдры.